# عملیات فکوس
عملیات فکوس یا عملیات تمرکز (عبری: מבצע מוקד‎، Mivtza Moked)، افتتاحیه و سرآغاز حملات هوایی اسرائیل در ابتدای نبرد ۶ روزه در سال ۱۹۶۷ میلادی می‌باشد.
گاهی از اوقات این عملیات ضربه هوایی سینا یا حمله هوایی سینا (Sinai Air Strike) هم نامیده می‌شود. در ساعت ۷:۴۵ صبح روز ۵ ژوئن ۱۹۶۷، نیروی هوایی اسرائیل به رهبری ژنرال مرخای هود، حمله هوایی گسترده‌ای را ترتیب داد که بخش اعظم نیروی هوایی مصر را بر روی زمین نابود کرد. در تلاش برای تلافی این حمله کشورهای سوریه، اردن و عراق حملاتی علیه اسرائیل ترتیب دادند، نیروی هوایی اسرائیل در پاسخ، اقدام به بمباران پایگاه‌های هوایی این کشورها کرد. تا ظهر همان روز، نزدیک به ۴۵۰ فروند هواپیما، از نیروهای هوایی مصر، اردن و سوریه نابود شدند. همچنین نیروی هوایی اسرائیل، در از کار انداختن و غیرفعال کردن ۱۸ فرودگاه مصر بسیار موفق عمل نمود، به طوری که مانع از عملیات نیروی هوایی مصر در خلال این جنگ گردید. این عملیات تا به امروز همچنان یکی از موفق‌ترین عملیات‌های هوایی در تاریخ هوانوردی نظامی محسوب می‌گردد.

## خلاصه عملیات
نزدیک به ۲۰۰ هواپیمای جت عملیاتی نیروی هوایی اسرائیل در این عملیات شرکت کردند و در هنگام انجام این عملیات تنها ۱۲ فروند جنگنده اسرائیلی برای گشت زنی و حفاظت از حریم هوایی اسرائیل، در خاک این کشور باقی ماندند و در این حمله شرکت نکردند. در سه موج اصلی عملیات و چندین موج کوچک‌تر در روزهای بعد این عملیات مجموعاً ۴۵۲ فروند هواپیما نابود شدند که بیشتر آنها بر روی زمین بودند. این امر موجب شد تا نیروی هوایی اسرائیل تقریباً کنترل کامل آسمان را در دست بگیرد و بتواند به‌طور مؤثری از نیروی زمینی اسرائیل پشتیبانی کند.
در واقع دلیل اصلی موفقیت نیروی هوایی اسرائیل در این عملیات، تمرکز ویژه بر تخریب اولیه باند، بوسیله یک نوع سلاح جدید بود. اسرائیل برای این حمله، از راکت‌هایی بهره جست که از کلاهک ضد باند بهره می‌گرفتند. اسرائیل در این حمله، از نمونه‌های اولیه پروژه سلاح ضد باند که به‌طور مشترک توسط فرانسه و اسرائیل در حال اجرا بود، بهره گرفت. این راکت‌ها با رها شدن بر روی هدف، مستقیماً به باند فرودگاه‌ها ضربه زده و حمله می‌کردند. طرز عملکرد موشک به این شکل بود که پس از این که شلیک می‌شد به‌صورت کاملاً عمود با باند پایین می‌آمد و پس از پیمودن مسافت مشخصی موتور دوم موشک روشن شده و موشک با شتابی فوق‌العاده زیاد با باند برخورد می‌نمود و کلاهک بسیار قدرتمند آن منفجر می‌شد. این راکت‌ها یک حفره کوچک بر سطح باند ایجاد می‌کردند، اما در زیر این حفره یک فروچاله بزرگ ایجاد می‌شد که همین فرو چاله باعث شد که ترمیم باند به سادگی صورت نپذیرد و برای ترمیم حفره ایجاد شده، نیاز بود که ابتدا بخش عمده ای از سطح باند برداشته شود و پس از پر کردن فرو چاله مجدداً سطح باند ترمیم شود. هنگامی که باند فرودگاه غیرفعال شد، عملاً تمامی هواپیماهای موجود در پایگاه هوایی به صورت اهداف قابل دسترس درآمدند؛ بدین ترتیب نیروی هوایی اسرائیل توانست در امواج بعدی حملات خود، با شکار هواپیماهای زمینگیر شده بر روی باند، برتری مطلق هوایی را در عملیات خود در جنگ شش روزه بدست بیاورد.

## گاهشمار

### ۵ ژوئن، ۱۹۶۷

هواپیماهای مصری نابود شده بر روی زمین

در زمان این حمله، زیر ساخت‌های دفاعی مصر بسیار ضعیف بود و هنوز هیچ‌یک از پایگاه‌های هوایی این کشور به پناهگاه‌های مقاوم هواپیما (شلتر) مجهز نشده بودند تا در صورت وقوع یک حمله هوایی از جنگنده‌های مصری حفاظت نمایند. جنگنده‌های اسرائیلی پس از برخاستن، ابتدا به سمت مدیترانه پرواز کردند و پس از مدتی پرواز بر فراز مدیترانه، به سمت مصر چرخش نمودند. در همین حال مصری‌ها، با خاموش کردن تمام سیستم‌های دفاع هوایی خودشان، مانع از دفاع مؤثر از آسمان هوایی خود در برابر تهاجم اسرائیل شدند؛ زیرا مقامات مصری نگران بودند که نیروهای ناراضی در ارتش به هواپیمای فیلدمارشال عامر و ژنرال سید قویم محمود که همراه او بود شلیک کنند. این دو ژنرال جهت دیدار با فرماندهان مستقر در بیر تمادا واقع در سینا از المازا به بیر تمادا می‌رفتند. این اتفاق تأثیر چندانی در این عملیات نگذاشت زیرا خلبان اسرائیلی در زیر امواج راداری مصری‌ها در حال پرواز بودند یعنی در واقع بسیار پائین‌تر از پائین‌ترین نقطه ای که پدافند سام-۲ مصری می‌توانست هواپیمائی را شناسایی و شکار کند.
در موج اول حمله، اسرائیل به ۱۱ پایگاه هوایی حمله کرد و تعداد زیادی از هواپیماهای نیروی هوایی مصر را بر روی زمین و پیش از آنکه بتوانند از زمین برخیزند، منهدم نمود. سپس هواپیماهای اسرائیلی، به اسرائیل بازگشتند و مجدداً سوخت‌گیری، مسلح و آماده موج دوم حمله شدند. فرایند سوخت‌گیری و تسلیح مجدد جنگنده‌های اسرائیل ۷ دقیقه و ۳۰ ثانیه بطول انجامید. در موج دوم، اسرائیلی‌ها به ۱۴ پایگاه هوایی حمله کردند و متحمل تلفات بسیار جزئی شدند. پس از پایان موج دوم جنگنده‌ها دوباره به اسرائیل بازگشتند و سریعاً بارگیری و تجهیز شدند و برای موج سوم حمله آماده شدند.
امواج چندگانه عملیات تمرکز، برای نیروی هوایی اسرائیل؛ یک موفقیت کامل بود. در مدت زمان تقریباً ۳ ساعته این عملیات، نزدیک به ۵۰۰ هواپیمای رزمی نیروی هوایی مصر نابود شدند. این در حالی بود که تنها تلفات جزئی به نیروی هوایی اسرائیل وارد آمد. پس از حمله هوایی گسترده اسرائیل به مصر، نیروهای هوایی اردن، سوریه و عراق، به تلافی این عملیات به اسرائیل حمله کردند. اما عمده این حملات غیرموثر و گاهی به سمت اهداف غیرنظامی بود. در پاسخ به این حملات بسیاری از هواپیماهایی که برای موج سوم حملات به مصر رفته بودند، در طول پیمودن مسیر اسرائیل به مصر به سمت مورد هدف قرار دادن اهدافی در خاک اردن و سوریه به سمت این کشورها تغییر مسیر دادند. سایر هواپیماهای نیروی هوایی اسرائیل هم برای پشتیبانی هوائی از نیروی زمینی این ارتش، در برابر نیروهای زمینی اعراب اعزام شدند. تا پایان روز اول جنگ ۶ روزه، اسرائیل برتری هوایی کاملی نسبت به مصر، ارتفاعات جولان، کرانه باختری رود اردن و تمامی صحرای سینا، داشت.

### ۶–۱۰ ژوئن، ۱۹۶۷
در روز دوم جنگ (۶ ژوئن) نیروی هوایی اسرائیل، علیه نیروهای زمینی مصر، اردن، سوریه و عراق دست به انجام عملیات زد.
در روز سوم جنگ (۷ ژوئن)، نیروی هوایی اسرائیل، صدها دستگاه از وسایل نقلیه زرهی و غیر زرهی مصری را در صحرای سینا نابود کردند. این کاروان نظامی قصد داشتند که از طریق باریکه سینا، به سمت مصر عقب‌نشینی کنند. همچنین هزاران نفر از سربازان مصری نیز در صحرای سینا و باریکه سینا به دام افتادند و امکان عقب‌نشینی را از دست دادند. در پایان سومین روز، نیروی هوایی اردن، بخش عمده ای از ۳۴ فروند هواپیماهای خود را از دست داد و عملاً ارتش اردن دیگر درگیر جنگ نبود.
در روز ششم و در واقع آخرین روز جنگ (۱۰ ژوئن)، نیروی هوایی سوریه، حدود ۱۰۰ هواپیمای جنگی خود را از دست داد و جنگ عملاً تمام شد.

## پیامدها
در طی جنگ شش روزه، نیروی هوایی اسرائیل، با حدود ۲۵۰ فروند هواپیمای جنگی که در اختیار داشت با انجام ۳۵۲ سورتی پرواز، به مقابله با ائتلافی برخاست که بیش از ۶۰۰ فروند جنگنده در اختیار داشتند. در خلال این جنگ، نیروی هوایی اسرائیل، قریب به ۴۵۲ فروند از هواپیماهای ائتلاف عربی را نابود کرد که از این مقدار ۷۹ فروند آن در نبرد هوایی صورت پذیرفت، در حالی که خود ۴۶ فروند هواپیما را از دست داد. در خلال این جنگ ۲۴ خلبان اسرائیلی و صدها خلبان عرب کشته شدند.

### تعداد هواپیماهای منهدم شده به تفکیک نوع هواپیما
- جنگنده‌ها
  - میگ-۲۱ فیشبد: مجموعاً ۱۴۸ فروند (۱۰۴ فروند مصر، ۳۲ فروند سوریه، ۱۲ فروند عراق)
  - میگ-۱۹ فارمر: مجموعاً ۲۹ فروند (همگی از مصر)
  - میگ-۱۷ فرسکو: مجموعاً ۱۱۲ فروند (۹۴ فروند مصر، ۱۶ فروند سوریه، ۲ فروند عراق)
  - سوخو-۷ فیتر: مجموعاً ۱۴ فروند (همگی از مصر)
  - هاوکر هانتر: مجموعاً ۲۷ فروند (۲۱ فروند اردن، ۵ فروند عراق، ۱ فروند لبنان)
- بمب‌افکن‌ها
  - توپولف تو-۱۶ باجر: مجموعاً ۳۱ فروند (۳۰ فروند مصر، ۱ فروند عراق)
  - ایلیوشین ایل-۲۸ بیگل: مجموعاً ۳۱ فروند (۲۷ فروند مصر، ۲ فروند سوریه، ۲ فروند عراق)
- هواپیماهای ترابری
  - ایلیوشین-۱۴ کریت: مجموعاً ۳۲ فروند (۳۰ فروند مصر، ۲ فروند سوریه)
  - آنتونوف ای ان-۱۲ کاب: مجموعاً ۸ فروند (همگی از مصر)
  - داگلاس سی-۴۷ اسکای‌ترین:مجموعاً ۴ فروند (۲ فروند سوریه، ۲ فروند مصر)
- هلیکوپترهای ترابری
  - میل - ۶ هوک: مجموعاً ۱۰ فروند (۸ فروند مصر، ۲ فروند سوریه)
  - میل-۴ هاند: مجموعاً ۶ فروند (۲ فروند مصر، ۴ فروند سوریه)

### تعداد هواپیماهای منهدم شده به تفکیک کشور

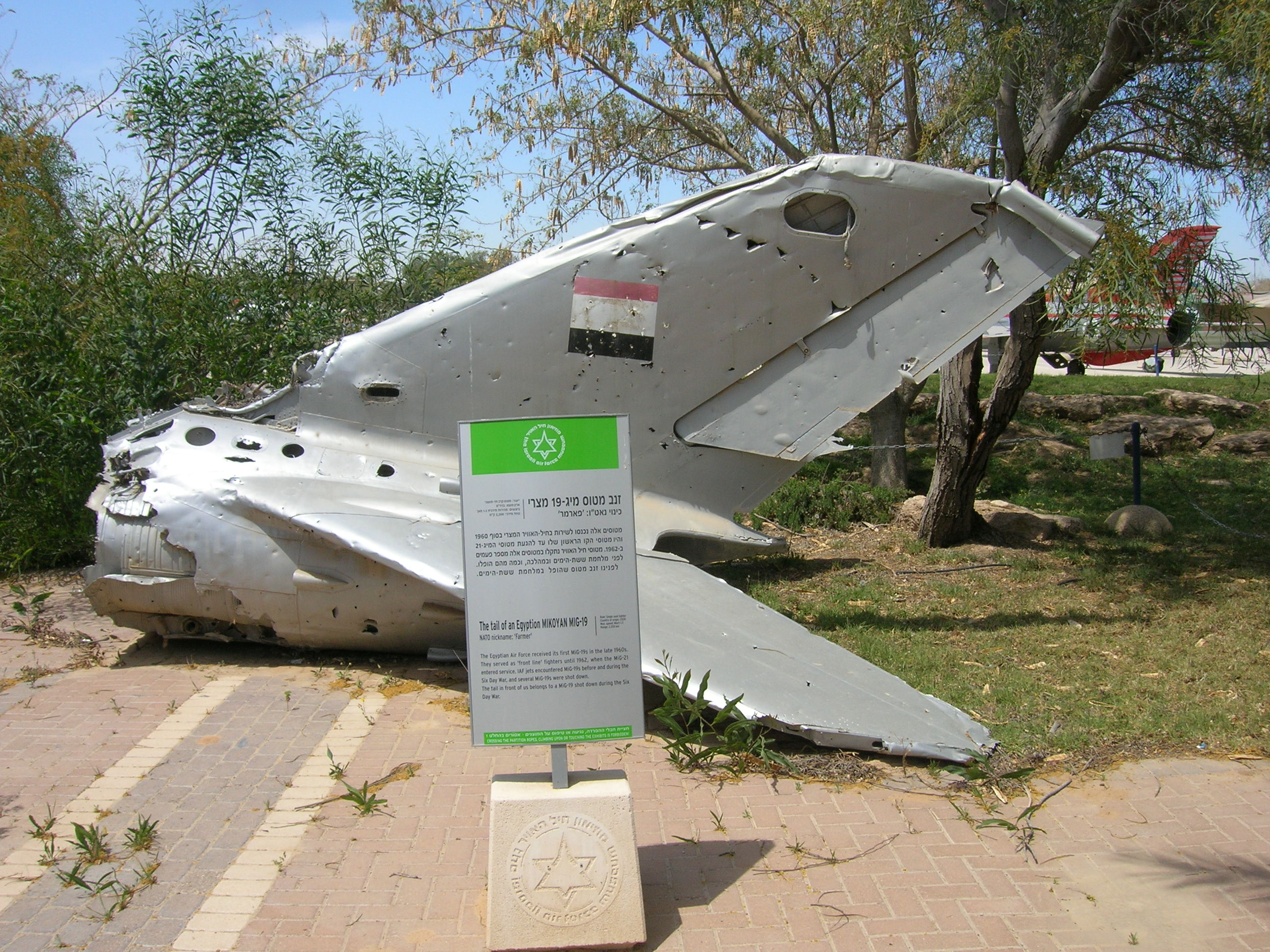
دم یک میگ ۱۹ سرنگون شده مصری

- مصر: ۳۴۸ فروند
- سوریه: ۶۱ فروند
- اردن: ۲۹ فروند
- عراق: ۲۳ فروند
- لبنان: ۱ فروند
- اسرائیل: ۱۹ فروند در عملیات تمرکز

### امواج چندگانه حمله
1. موج اول حمله (ساعت ۷:۴۵ صبح): در قالب ۱۰۱ سورتی پرواز که توسط ۱۸۳ جنگنده اسرائیلی صورت پذیرفت، ۱۱ فرودگاه، ۱۹۷ هواپیمای مصری و ۸ ایستگاه راداری نابود شدند. در مقابل ۵ خلبان نیروی هوایی اسرائیل کشته و ۵ خلبان دیگر به اسارت درآمدند.
2. موج دوم حمله (ساعت ۹:۳۰ صبح): در قالب ۱۶۴ سورتی پرواز جنگنده‌های اسرائیل، چندین فرودگاه را مورد حمله قرار داده و ۱۰۷ جنگنده مصری را نابود کردند. در حین این عملیات دو هواپیمای سوری هم در نبرد هوایی (داگ فایت) سرنگون شدند.
3. موج سوم حمله (ساعت ۱۲:۱۵ ظهر): ۸۵ سورتی پرواز به مصر، ۴۸ سورتی پرواز به اردن، ۶۷ سورتی پرواز به سوریه و ۱ سورتی پرواز به پایگاه اچ ۳ عراق توسط جنگنده‌های اسرائیل صورت پذیرفت.
4. امواج بعدی حمله (بعداز ظهر و عصر): دو سورتی پرواز دیگر به پایگاه اچ ۳ عراق و چند حمله تکمیلی هم به فرودگاه‌های مصری صورت پذیرفت.

## دیگر تاثیرات
اثربخشی این عملیات نشان داد که پایگاه‌های هوایی ثابت در آن زمان در برابر حملات هوایی بسیار آسیب‌پذیر هستند. این امر باعث شد که بسیاری از نیروهای هوایی دست به ارتقای زیر ساخت‌های دفاعی خود در برابر چنین حملاتی بزنند مانند ساختن شلتر برای هواپیمایی که بر روی زمین هستند و ایجاد باند فرود جاده‌ای به عنوان جایگزین باندهای پایگاه‌های هوایی.